# LOUDNESS (アルバム)
『LOUDNESS』（ラウドネス）とは、日本のヘヴィメタルバンド、LOUDNESSの10枚目のスタジオ・アルバムである。1992年6月10日に発売された。発売元はダブリューイーエー・ジャパン。

## 概要
ヴォーカルのマイク・ヴェセーラとベースの山下昌良が脱退し、後任として元E・Z・OのヴォーカリストのMASAKIが本名の「山田雅樹」名義でヴォーカルに、元XのベーシストのTAIJIが本名の「沢田泰司」名義でベースとして加入した第3期LOUDNESSの唯一のスタジオ・アルバムである。作品内容について、バンドのオフィシャルサイトのディスコグラフィでは「セルフ・タイトルの”ラウドネス”とネーミングされた自信作」「80年代のラウドネスが極めたそれまでの様式美から『半音下げチューニング』によるよりヘヴィなサウンドに変貌を遂げた名盤」と紹介されている。
初回限定盤 (WPZL-657) と通常盤 (WPCL-657) の2種が存在し、初回限定盤には「ウルトラ5大特典付初回限定盤」と称して「豪華写真集」「高崎晃モデル・ギターピック」「TAIJIモデル・ベースピック」「ロゴ・ステッカー」「メンバーのサイン入りスタッフ・ジャンパープレゼント応募券」が付属した。ディスクジャケットのデザインは2種とも共通であり、美術家の横尾忠則が製作した。
2002年2月14日、デビュー20周年を記念して第2期以降の他のアルバムと共に廉価盤が発売された。
2022年10月26日、発売30周年を記念した本作のリミックス盤『LOUDNESS 30th Anniversary Limited Edition』が発売された（後述）。

## 収録曲
- 2015年6月4日より、バンドの公式YouTubeチャンネル「LOUDNESSofficial」にて音源が無料公開されている[7]。

1. PRAY FOR THE DEAD (4:14)
2. SLAUGHTER HOUSE (3:53)
3. WAKING THE DEAD (3:55)
4. BLACK WIDOW (4:48)
5. RACING THE WIND (4:05)
6. LOVE KILLS (5:12)
7. HELL BITES (From The Edge Of Insanity) (5:54)
8. EVERYONE LIES (4:42)
9. TWISTED (5:18)
10. FIRESTORM (4:29)

### 楽曲解説
- 歌詞は全て、山田とJODY GRAYが共同で作詞し、「HELL BITES （From The Edge Of Insanity）」と「FIRESTORM」以外は全て英語詞である。

1. PRAY FOR THE DEAD
2. SLAUGHTER HOUSE
同年8月25日、15枚目のシングルの表題曲としてリカットされた。
3. WAKING THE DEAD
4. BLACK WIDOW
14枚目のシングル「BLACK WIDOW」の表題曲。
5. RACING THE WIND
14枚目のシングル「BLACK WIDOW」のカップリング曲。
6. LOVE KILLS
7. HELL BITES (From The Edge Of Insanity)
8. EVERYONE LIES
この曲のみ、元メンバーの山下昌良が作曲した。
9. TWISTED
10. FIRESTORM
第1期[注釈 1]時代の1985年1月21日に発売された5枚目のアルバム『THUNDER IN THE EAST』の制作時にデモ音源が存在していた楽曲。これは、当時アメリカ合衆国のバンド、METALLICAがインタビューでLOUDNESSが好きだと言っていたことがあり、そこから「『Whiplash』みたいな速い曲、作ろうや！」とMETALLICAに対抗して制作されたものである[8]。しかし、当時のプロデューサーだったマックス・ノーマンの判断で没にされ、当時は音源化されなかった。没になった後もアメリカツアーの序盤では、1曲目として演奏していたが、客の反応は良くなかった。その当時のデモ音源は『THUNDER IN THE EAST』30周年記念アルバム『THUNDER IN THE EAST ULTIMATE EDITION』に収録されている[8]。

## 参加ミュージシャン
- 高崎晃：ギター、作曲（#8除く）、編曲
- 山田雅樹：ヴォーカル、コーラス、作詞
- 沢田泰司：ベース
- 樋口宗孝：ドラム
- JODY GRAY：作詞、DEMON RAPPER
- 山下昌良：作曲（#8）
- NEIL COTY：コーラス
- PHIL GOODBODY：コーラス

## LOUDNESS 30th Anniversary Limited Edition
2022年10月26日、2016年より「毎年が記念日」として発売してきた30周年記念盤シリーズの第6弾としてリミックス盤『LOUDNESS 30th Anniversary Limited Edition』が発売された。CD3枚とDVD1枚の4枚組仕様で、Disc1から3がCD、Disc4がDVDとなっている。CDは、Disc1にリミックス音源、Disc2に「FIRESTORM」を除く各曲のカラオケ音源、Disc3に山下が在籍していた頃に録音された各曲のデモ音源がそれぞれ収録され、DVDは、2008年9月24日に発売された映像作品『BLACK WIDOW-ONCE AND FOR ALL-』と『WELCOME TO THE SLAUGHTER HOUSE』の収録映像を高品質化して1枚にまとめて収録。リミックスエンジニアは、デンマークのスラッシュメタルバンド、INVOCATORのボーカル兼ギターとしても活動するヤコブ・ハンセン (Jacob Hansen) 。なおこのリミックスは、オリジナル音源のマルチテープをアーカイブ化してリミックスしたもので、デジタルリマスターはない。
付属品として、活動当時の舞台監督によるステージ秘話や未発表の写真を含むライナーノーツを掲載したブックレット、1992年発売時の初回限定盤特典のロゴ・ステッカーの復刻版、復刻ツアーパスのレプリカが同封。また、先着購入者特典として、楽天BOOKSではアクリルキーホルダー、セブンネットショッピングではステンレスミニボトル、ディスクユニオンでは巾着、タワーレコード（オンライン含む）ではジャケットステッカー、Amazon.co.jpではメガジャケ、アスマートではLOUDNESSロゴ・リストバンド (RED) とTATTOOシール（2枚セット）が付属した。
2023年4月22日、Disc1収録のリミックス音源をアナログ化したアナログ盤『LOUDNESS 30th ANNIVERSARY REMIX』が発売された（後述）。

### 収録内容

#### Disc1
- 2022年10月25日より、バンドの公式YouTubeチャンネル「LOUDNESSofficial」にて音源が無料公開されている[7]。

1. PRAY FOR THE DEAD (2022 Remix)
2. SLAUGHTER HOUSE (2022 Remix)
3. WAKING THE DEAD (2022 Remix)
4. BLACK WIDOW (2022 Remix)
5. RACING THE WIND (2022 Remix)
6. LOVE KILLS (2022 Remix)
7. HELL BITES (From The Edge Of Insanity) (2022 Remix)
8. EVERYONE LIES (2022 Remix)
9. TWISTED (2022 Remix)
10. FIRESTORM (2022 Remix)

#### Disc2
1. PRAY FOR THE DEAD (Original TV Mix)
2. SLAUGHTER HOUSE (Original TV Mix)
3. WAKING THE DEAD (Original TV Mix)
4. BLACK WIDOW (Original TV Mix)
5. RACING THE WIND (Original TV Mix)
6. LOVE KILLS (Original TV Mix)
7. HELL BITES (From The Edge Of Insanity) (Original TV Mix)
8. EVERYONE LIES (Original TV Mix)
9. TWISTED (Original TV Mix)

#### Disc3
1. PRAY FOR THE DEAD (DEMO)
2. SLAUGHTER HOUSE (DEMO)
3. WAKING THE DEAD (DEMO)
4. BLACK WIDOW (DEMO)
5. RACING THE WIND (DEMO)
6. LOVE KILLS (DEMO)
7. HELL BITES (From The Edge Of Insanity) (DEMO)
8. EVERYONE LIES (DEMO)
9. TWISTED (DEMO)
10. FIRESTORM (DEMO)

#### Disc4
- BLACK WIDOW -ONCE AND FOR ALL-[注釈 3]

1. BLACK WIDOW (Clip Version)
2. SLAUGHTER HOUSE (LIVE AT CLUB CITTA 1992)
3. EVERYONE LIES (LIVE AT CLUB CITTA 1992)
4. WAKING THE DEAD (LIVE AT CLUB CITTA 1992)
5. RACING THE WIND (LIVE AT CLUB CITTA 1992)
6. BLACK WIDOW (Making Version)

- WELCOME TO THE SLAUGTER HOUSE[注釈 4]

1. INTRODUCTION (Live at Nakano Sunplaza 1992)
2. PRAY FOR THE DEAD (Live at Nakano Sunplaza 1992)
3. SLAUGHTER HOUSE (Live at Nakano Sunplaza 1992)
4. DOWN 'N' DIRTY (Live at Nakno Sunplaza 1992)
5. EVERYONE LIES (Live at Nakano Sunplaza 1992)
6. HOUSE OF 1,000 PLEASURES  (Live at Nakano Sunplaza 1992)
7. BLACK WIDOW (Live at Nakano Sunplaza 1992)
8. TWISTED (Live at Nakano Sunplaza 1992)
9. HELL BITES (From The Edge Of Insanity) (Live at Nakano Sunplaza 1992)
10. WAKING THE DEAD (Live at Nakano Sunplaza 1992)
11. CRAZY NIGHT (Live at Nakano Sunplaza 1992)
12. CRAZY DOCTOR (Live at Nakano Sunplaza 1992)
13. FIRESTORM (Live at Nakano Sunplaza 1992)
14. S.D.I. (Live at Nakano Sunplaza 1992)

## LOUDNESS 30th ANNIVERSARY REMIX
2023年4月22日、『LOUDNESS 30th Anniversary Limited Edition』のDisc1のCDに収録されたリミックス音源をアナログ化した同作のアナログ盤『LOUDNESS 30th ANNIVERSARY REMIX』が発売された。
『LOUDNESS』のアナログ化は今回が初であり、マスタリングはリミックス盤同様にヤコブ・ハンセンが手掛けており、アナログ用にCD収録とは異なるリマスタリングが施されている。また、音楽評論家の伊藤政則による帯のキャッチコピーと解説が新たに掲載されている。

### 収録内容

#### SIDE A
1. PRAY FOR THE DEAD (2022 Remix)
2. SLAUGHTER HOUSE (2022 Remix)
3. WAKING THE DEAD (2022 Remix)
4. BLACK WIDOW (2022 Remix)
5. RACING THE WIND (2022 Remix)

#### SIDE B
1. LOVE KILLS (2022 Remix)
2. HELL BITES (From The Edge Of Insanity) (2022 Remix)
3. EVERYONE LIES (2022 Remix)
4. TWISTED (2022 Remix)
5. FIRESTORM (2022 Remix)

## チャート記録
オリコンチャートにおいて、1992年発売のオリジナル盤は初回限定盤と通常盤で別々に集計されており、初回限定盤は週間順位2位、チャート登場回数3週、通常盤は週間順位42位、チャート登場回数6週をそれぞれ記録。2022年発売の「30th Anniversary Limited Edition」は、週間順位23位、チャート登場回数4週をそれぞれ記録。

## 収録曲のメディア等での使用
- 日本のプロレスラーであるマグニチュード岸和田が、自身の入場曲として「PRAY FOR THE DEAD」使用している[いつ?]。

## 他作品への収録
- 『MASTER OF LOUDNESS』
  - 1996年7月25日に発売されたベスト・アルバム。「PRAY FOR THE DEAD」「SLAUGHTER HOUSE」「BLACK WIDOW」「HELL BITES (From The Edge Of Insanity)」「FIRESTORM」の5曲が収録。
- 『LOUDNESS BEST TRACKS -WARNER YEARS-』
  - 2012年1月18日に発売されたベスト・アルバム。「PRAY FOR THE DEAD」「SLAUGHTER HOUSE」「BLACK WIDOW」の3曲が収録。
- 『SINGLE COLLECTION 1981-2012』
  - 2012年10月31日に発売されたベスト・アルバム。「BLACK WIDOW」が収録。
- 『SUPER BEST』
  - 2013年8月23日と2015年1月28日にTSUTAYAのレンタル限定で発表されたベスト・アルバム。「SLAUGHTER HOUSE」「BLACK WIDOW」「EVERYONE LIES」の3曲が収録。
- 『SAMSARA FLIGHT 〜輪廻飛翔〜』
  - 2016年7月6日に発売されたセルフカバー・アルバム。完全生産限定盤付属のCD「FAN'S BEST SECECTION 〜We are the LOUDNESS〜」に「SLAUGHTER HOUSE」が収録[21]。